# Рателсдорф
Рателсдорф (њем. Rattelsdorf) град је у њемачкој савезној држави Баварска. Једно је од 36 општинских средишта округа Бамберг. Према процјени из 2010. у граду је живјело 4.505 становника. Посједује регионалну шифру (AGS) 9471174.

## Географски и демографски подаци
Рателсдорф се налази у савезној држави Баварска у округу Бамберг. Град се налази на надморској висини од 259 метара. Површина општине износи 39,6 km². У самом граду је, према процјени из 2010. године, живјело 4.505 становника. Просјечна густина становништва износи 114 становника/km².